# Chapel Lawn
Chapel Lawn – wieś w Anglii, w hrabstwie Shropshire. Leży 41 km na południowy zachód od miasta Shrewsbury i 221 km na północny zachód od Londynu.